# Adam Lisewski
Adam Michał Lisewski (Varsovia, 20 de febrero de 1944-Varsovia, 23 de febrero de 2023) fue un deportista polaco que compitió en esgrima, especialista en la modalidad de florete.
Participó en los Juegos Olímpicos de México 1968, obteniendo una medalla de bronce en la prueba por equipos. Ganó cuatro medallas en el Campeonato Mundial de Esgrima entre los años 1965 y 1971.

## Palmarés internacional
| Juegos Olímpicos   | Juegos Olímpicos          | Juegos Olímpicos  | Juegos Olímpicos    |
| Año                | Lugar                     | Medalla           | Prueba              |
| ------------------ | ------------------------- | ----------------- | ------------------- |
| 1968               | Ciudad de México (México) | Medalla de bronce | Florete por equipos |
| Campeonato Mundial |                           |                   |                     |
| Año                | Lugar                     | Medalla           | Prueba              |
| 1965               | París (Francia)           | Medalla de plata  | Florete por equipos |
| 1966               | Moscú (URSS)              | Medalla de bronce | Florete por equipos |
| 1967               | Montreal (Canadá)         | Medalla de bronce | Florete por equipos |
| 1971               | Viena (Austria)           | Medalla de plata  | Florete por equipos |